# Кутателадзе, Гурам
Гурам Кутателадзе (англ. Guram Kutateladze; род. 8 января 1992 года) — шведско-грузинский боец смешанных единоборств, представитель лёгкой весовой категории. Действующий боец UFC. Выступает на профессиональном уровне начиная с 2010 года, известен по участию в турнирах бойцовских организаций IRFA и Brave CF.

## Биография
Гурам Кутателадзе родился 8 января 1992 года в Грузии.
Детство и юность провел в родной Грузии. Определённое время жил в шведском городе Мальмё. Позже начал тренироваться в зале Allstars Gym Sweden. Познакомился с именитым бойцом смешанных боевых искусств Александром Густафссоном, а также с другим шведским бойцом UFC Хамзатом Чимаевым. Имеет внушительный опыт выступлений в кикбоксинге — около ста боёв.

### Начало профессиональной карьеры
Гурам Кутателадзе в 2010 году дебютировал как профессионал. Первую победу в своей карьере одержал в грузинском промоушене M-1 Georgia, где победил сабмишеном , затем провёл бой в промоушене FFC, победив Эрик Флиберга техническим нокаутом. 23 марта 2013 года выступил в промоушене HFC против Йонатана Свенсона, победив его нокаутом.

### Brave CF
21 сентября 2018 года Гурам дебютировал в организации Brave CF в бою против Эрика Карлоса Сильвы, одержав победу единогласным решением судей. Свой крайний бой он провёл также в Brave CF 15 ноября 2019 года, нокаутировав в первом раунде Фелипе Сильву на турнире Brave CF 29 Torres vs. Adur.

### Ultimate Fighting Championship
Гурам победил на дебюте в крупнейшей организации мира Ultimеate Fighting Championship в бою против Матеуша Гамрота на турнире UFC Fight Night: Ортега vs. Корейский зомби 17 октября 2020 года.

## Статистика в профессиональном ММА
| Боёв 18  | Побед 13 | Поражений 5 |
| -------- | -------- | ----------- |
| Нокаутом | 7        | 1           |
| Сдачей   | 1        | 1           |
| Решением | 5        | 3           |

| Результат | Рекорд | Соперник                | Способ                     | Турнир                                        | Дата             | Раунд | Время | Место                | Примечание           |
| --------- | ------ | ----------------------- | -------------------------- | --------------------------------------------- | ---------------- | ----- | ----- | -------------------- | -------------------- |
| Поражение | 13–5   | Кауэ Фернандес          | Единогласное решение       | UFC Fight Night: Эдвардс vs. Брэди            | 22 марта 2025    | 3     | 5:00  | Лондон, Англия       |                      |
| Победа    | 13–4   | Джордан Вученич         | Единогласное решение       | UFC on ABC: Сэндхэген vs. Нурмагомедов        | 3 августа 2024   | 3     | 5:00  | Абу-Даби, ОАЭ        |                      |
| Поражение | 12-4   | Элвис Бреннер           | TKO (удары)                | UFC on ESPN: Стрикленд vs. Магомедов          | 1 июля 2023      | 3     | 3:17  | Лас-Вегас, США       | «Лучший бой вечера». |
| Поражение | 12-3   | Дамир Исмагулов         | Раздельное решение         | UFC on ESPN: Каттар vs. Эмметт                | 18 июня 2022     | 3     | 5:00  | Остин, Техас, США    |                      |
| Победа    | 12-2   | Матеуш Гамрот           | Раздельное решение         | UFC Fight Night: Ortega vs. The Korean Zombie | 17 октября 2020  | 3     | 5:00  | Абу-Даби, ОАЭ        | «Лучший бой вечера». |
| Победа    | 11-2   | Фелипе Сильва           | Нокаут (удары)             | Brave CF 29 Torres vs. Adur                   | 15 ноября 2019   | 1     | 0:44  | Бахрейн, Мадинат-Иса |                      |
| Победа    | 10-2   | Гильерме Кадена Мартинс | Решение (единогласное)     | Superior Challenge 18 Fitness Festivalen      | 1 декабря 2018   | 1     | 3:00  | Швеция, Стокгольм    |                      |
| Победа    | 9-2    | Эрик Карлос Сильва      | Решение (единогласное)     | Brave CF 16 Abu Dhabi                         | 21 сентября 2018 | 3     | 5:00  | Абу-Даби, ОАЭ        |                      |
| Победа    | 8-2    | Николас Жуаннес         | Технический нокаут (удары) | Superior Challenge 17 Cirkus                  | 19 мая 2018      | 1     | 4:00  | Швеция, Стокгольм    |                      |
| Победа    | 7-2    | Гоча Смоян              | Нокаут (удары коленями)    | IRFA International Ring Fight Arena 10        | 17 сентября 2016 | 2     | 3:23  | Швеция, Стокгольм    |                      |
| Победа    | 6-2    | Артуро Чавес            | Решение (единогласное)     | Scandinavian Fight Nights - SFN 1             | 4 июня 2016      | 3     | 5:00  | Швеция, Стокгольм    |                      |
| Победа    | 5-2    | Йоахим Толлефсен        | Решение (единогласное)     | IRFA International Ring Fight Arena 9         | 26 сентября 2015 | 3     | 5:00  | Швеция, Стокгольм    |                      |
| Победа    | 4-2    | Золт Фенис              | Технический нокаут (удары) | AFC - Austrian Fight Challenge 1              | 20 июня 2015     | 3     | 2:30  | Австрия, Вена        |                      |
| Поражение | 3-2    | Павел Килек             | Сабмишен (рычаг колена)    | FEN 6 - Showtime                              | 6 марта 2015     | 1     | 1:15  | Польша, Вроцлав      |                      |
| Поражение | 3-1    | Оливер Энкамп           | Решение (единогласное)     | IRFA - International Ring Fight Arena 6       | 5 апреля 2014    | 3     | 5:00  | Швеция, Стокгольм    |                      |
| Победа    | 3-0    | Йонатан Свенсон         | Нокаут (удары)             | HFC - Heroes Fighting                         | 23 марта 2013    | 3     | 0:00  | Швеция, Хальмстад    |                      |
| Победа    | 2-0    | Эрик Фриберг            | Технический нокаут (удары) | FFC - Fight for Change 2                      | 9 февраля 2013   | 2     | 2:36  | Смоланд, Швеция      |                      |
| Победа    | 1-0    | Дмитрий Изория          | Сабмишен (рычаг локтя)     | M-1 Georgia                                   | 15 мая 2010      | 1     | 0:00  | Грузия, Тбилиси      |                      |